# Сборщик душ
«Сборщик душ» (англ. Soultaker) — американский кинофильм 1990 года режиссёра Майкла Рисси.

## Сюжет
Человек в чёрном (Джо Эстевес) приходит к людям перед смертью и забирает их души в светящееся зелёное кольцо. Пять человек попадают в серьезную автомобильную аварию. Сборщик душ пытается вынуть из тел жертв аварии души, но находит душу лишь в одном из тел, в остальных телах душ не обнаруживается — и теперь Сборщику необходимо их поймать. Две души вскоре пойманы Сборщиком — их тела тут же умирают — но двум другим, душам Натали Макмиллан (Вивиан Шиллинг) и Заха Тейлора (Грегг Томсен), удаётся убежать. Они возвращаются домой, где по телевизору узнают, что их товарищи уже умерли, а их собственные тела находятся в коме, и что в полночь их тела собираются отключить от систем жизнеобеспечения. Тут их настигает Сборщик душ. Преследуемые Сборщиком, души бегут в больницу, чтобы воссоединиться со своими телами. Им удаётся это сделать при помощи колец, через которые сборщики вынимали души у людей. Ангел смерти забирает душу у Сборщика, так как тот не выполнил задания.

## История создания
В результате конфликтов первый режиссёр «Сборщика душ» был уволен, и весной 1989 года на проект, который тогда назывался «Поцелуй смерти» (англ. Kiss of Death), был приглашён 25-летний режиссёр Майкл Рисси, для которого «Сборщик душ» стал первым профессиональным фильмом. Ранее в качестве дипломной работы Рисси снял 20-минутный короткометражный фильм «Глаза змеи» (1987), который получил несколько наград и был замечен студией Action International Pictures, которая включила этот фильм в одну из своих антологий. После того, как первый режиссёр «Сборщика душ» был уволен, весной 1989 года Эрик Паркинсон, президент студии Action International Pictures, приглашает на место режиссёра «Сборщика душ» Рисси.
Рисси позже говорил, что первоначально он не хотел быть режиссёром этого фильма, боясь, что его берут в качестве «капитана тонущего корабля», но согласился, прочитав сценарий Вивиан Шиллинг. По словам Рисси, в сценарии «было множество проблем, но он имел потенциал», и Рисси заинтриговала тема загробной жизни, а также заинтересовала идея «создания фильма о параллельной вселенной». Рисси было предоставлено право вносить изменения в сценарий, и сценарий Шиллинг был значительно им переработан. По словам Шиллинг, она придумала историю на основе эпизода, который случился с ней в 1980 году — она чуть не погибла, попав в автомобильную аварию в Уичите. Тогда она испытала странные ощущения, как будто она попала в «царство смерти» (англ. realm of death). После этого случая Шиллинг заинтересовалась смертью, церемониями погребения, околосмертными переживаниями, и задумала фильм, в котором «мы все должны были погибнуть, но каким-то образом избегли судьбы».
Съёмки, закончившиеся в июле 1989 года, длились около четырёх недель в городе Мобил штата Алабама. Первоначально планировалось проводить съёмки в Канзасе, но отели в Мобиле стоили 9,5 долларов за ночь, а Канзасе — 28 долларов, что было слишком дорого для 40 человек и 40-дневного съёмочного периода. Эрик Паркинсон говорил в 1990 году, что, считая все расходы, экономия от съёмок в Алабаме, а не в Канзасе, составила полмиллиона долларов. Бюджет составлял около 250 тыс. долларов, и Рисси было трудно снимать кино при столь ограниченных ресурсах и полностью на натуре.
Первоначально предполагалось, что фильм сразу будет выпущен на видеокассетах, но функционеры студии были впечатлены получившимся фильмом, и 26 октября 1990 года «Сборщик душ» вышел в ограниченный прокат в американских кинотеатрах. Всего было отпечатано 8 копий, и, по данным IMDb, фильм показывался на 6-ти экранах. 24 января 1991 года фильм был выпущен на видео.

## Реакция
Фильм был в основном негативно оценен критикой. Критик журнала Time Out отметил, что хотя дешёвые спецэффекты и неровная режиссура Рисси не идут ни в какое сравнение с закрученным сюжетом Вивиан Шиллинг, фильм в целом сто́ит просмотра. По мнению критика Los Angeles Times, при крайне низком бюджете, который не позволил Рисси создать выразительный визуальный стиль, взять известных актёров, использовать хорошие спецэффекты, проводить съёмку в интересных местах, фильм могла спасти капля юмора, но фильм несмешон, все, включая актёров, в нём очень серьёзны.
Фильм собрал 233 тыс. долларов в кинотеатрах. По словам представителей студии, фильм прошёл лучше, чем ожидалось. Несмотря на низкую оценку критиков, Рисси был доволен результатом своего труда, по его оценке, получившийся фильм — «не работа гения, но его приятно смотреть».
Позже «Сборщик душ» стал темой эпизода 1001 американского телешоу «Mystery Science Theater 3000», в котором высмеиваются плохие, по мнению авторов, фильмы. На 16 января 2010 года фильм занимал 43-е место в списке 100 худших фильмов по версии IMDb с рейтингом 1,8, а все пять отзывов, учтённых агрегатором критики Rotten Tomatoes, были отрицательными.

## В ролях
- Авторы сценария: Вивиан Шиллинг[англ.] (история, сценарий), Эрик Паркинсон[англ.] (история)
- Режиссёр: Майкл Рисси
- Оператор: Джеймс Розенталь
- Художник-постановщик: Тад Карр
- Композитор: Джон Маккаллум
- Звукорежиссер: Филлип Аллан, Маурисса Брайант, Рон Якобс, Джефф Кент
- Монтаж: Джейсон Колеман, Майкл Рисси
- Художник-гример: Терри Баркер
- Продюсеры: Деннис Дж. Карло, Энтони Далесандро, Конни Кингрей, Чарльз Луриа, Эрик Паркинсон, Ивор Ройстон, Джон Шерер

- Джо Эстевес — Сборщик душ
- Вивиан Шиллинг — Натали Макмиллан
- Грегг Томсен — Зах Тэйлор
- Роберт З'Дар — Ангел Смерти
- Дэвид «Шарк» Фралик — Брэд Девилль
- Жан Рейнер — Анна Макмиллан, мать Натали Макмиллан
- Чак Уильямс — Томми Марчетто
- Дэвид Фоусет — мэр Грант Макмиллан, отец Натали Макмиллан
- Гари Кохлер — сержант Хаггерти
- Дэйв Скотт — офицер Мэл

## Награды и номинации
- Премия «Сатурн» в номинации Best Genre Video Release, 1992[~ 4].

### Комментарии
1. ↑  англ. we were all supposed to die in the accident, but somehow escaped destiny.
2. ↑  По данным IMDb. По данным inbaseline — 44 тыс. долларов
3. ↑  англ. It's not a work of genius. But it's fun to watch
4. ↑  По данным IMDb. На сайте Rissi Productions сказано, что «Сборщик душ» выиграл премию «Сатурн» 1991 года в номинации Best Video Release. На сайте saturnawards.org Архивная копия от 30 июня 2015 на Wayback Machine информации о данной награде нет. См. MICHAEL RISSI (англ.). Rissi Productions. Дата обращения: 10 мая 2009. Архивировано 16 января 2010 года.; Past Saturn Awards (англ.). The Academy of Science Fiction Fantasy & Horror Films. Дата обращения: 10 мая 2009. Архивировано из оригинала 26 августа 2011 года.